# 三氟乙烯基苯
三氟乙烯基苯是一种有机化合物，化学式为C8H5F3。它可由四氟乙烯、苯基溴化镁和氯化锌在碘化锂存在下、钯配合物催化下反应制得。它和溴反应，可以得到α,β,β-三氟-α,β-二溴乙基苯。